# Interflug
Interflug was de nationale luchtvaartmaatschappij van de Duitse Democratische Republiek van 1958 tot 1991. Haar basis was op de luchthaven Berlin-Schönefeld.
Aanvankelijk heette de maatschappij Deutsche Lufthansa, zoals ook haar West-Duitse tegenhanger. Dit zorgde voor heel wat wrevel tussen beide maatschappijen en regeringen van de twee Duitse staten. Vanaf 1963 werd de naam Interflug gehanteerd, tot dan toe enkel gebruikt door de charterafdeling van de maatschappij, na een aantal juridische procedures die door de West-Duitse maatschappij waren aangespannen, onder meer voor Joegoslavische rechtbanken.
Interflug richtte zich vooral op de Oost-Europese landen. Verder bood de maatschappij vluchten aan naar Cuba en sommige Afrikaanse landen. Later kwamen er vluchten naar Zuidoost-Azië bij.
De maatschappij stopte met haar operaties in 1991; door de Duitse Hereniging na de val van de muur in Berlijn, viel de overheidssteun weg. Interflug was al verliesgevend en zonder deze steun kon de luchtvaartmaatschappij niet overleven. Op 7 februari 1991 werd ze failliet verklaard, de laatste vlucht ging op 30 april 1991 naar Wenen.

## Vloot

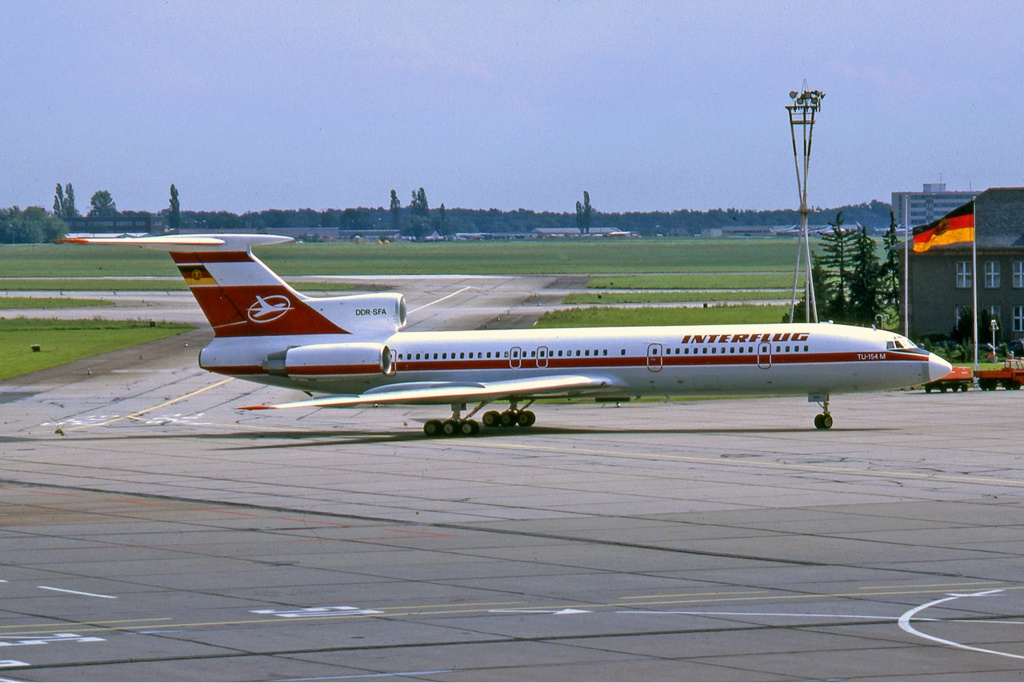
Tupolev Tu-154M van Interflug te Berlin-Schönefeld in juni 1990

Tijdens haar bestaan zette Interflug de volgende passagiersvliegtuigen in:
| Aantal in vloot | Type vliegtuig       | Jaar aangekocht |
| --------------- | -------------------- | --------------- |
| 16              | Iljoesjin Il-14      | 1955            |
| 16              | Iljoesjin Il-18      | 1960            |
| 6               | Antonov An-24        | 1966            |
| 30              | Tupolev Tu-134       | 1969            |
| 2               | Tupolev Tu-154 (NVA) | lease           |
| 18              | Iljoesjin Il-62      | 1970            |
| 3               | Airbus A310          | 1989            |
| 1               | Dash 8               | lease           |

Het waren bijna allemaal vliegtuigen van Russische makelij. De DDR was lid van het Warschaupact en sterk verbonden met de Sovjet-Unie. In de late jaren 1980 kocht Interflug echter drie westerse Airbus-vliegtuigen aan. Sovjettoestellen waren te luidruchtig om te voldoen aan de strenge Europese normen en daarbij ook niet zuinig genoeg om te concurreren met westerse maatschappijen. Het was voor Airbus een kans om op de tot dan toe onbekende Oost-Europese markt door te breken.